# Drymaria gracilis
La Candelilla o Drymaria gracilis es una especie de plantas con flores, perteneciente a la familia Caryophyllaceae.  

## Descripción
Son plantas rastreras que alcanzan un tamaño de 13 a 20 cm de altura y con ramas abundantes. Las hojas tienen forma de riñón, son pequeñas y con las flores  blancas.

## Distribución y hábitat
Es originaria de México. Habita en climas semisecos y templados a una altitud de entre los 2050 y los 3000 metros. Planta silvestre asociada a terrenos agrícolas y vegetación perturbada de matorral xerófilo y bosque de encino.

## Propiedades
El látex se aplica para sacar espinas, y la parte aérea en cocción, administrada oralmente para afecciones hepatopáticas. En Sonora, se emplean las ramas y hojas para sanar la llaga.

## Taxonomía
Drymaria gracilis fue descrita por Schltdl. & Cham. y publicado en Linnaea 5: 232. 1830.
Sinonimia
- Drymaria carinata Brandegee
- Drymaria cordata var. gracilis (Cham. & Schltdl.) Rohrb.[3]